# Alessandro Rolla (fonico)
Alessandro Rolla (Recco, 1º agosto 1970) è un tecnico del suono italiano.

## Filmografia
- Paz!, regia di Renato De Maria (2002)
- Sotto gli occhi di tutti, regia di Nello Correale (2002)
- Come se fosse amore, regia di Roberto Burchielli (2002)
- I cinghiali di Portici, regia di Diego Olivares (2003)
- Gli astronomi, regia di Diego Ronsisvalle (2003)
- Vieni via con me, regia di Carlo Ventura (2005)
- Amatemi, regia di Renato De Maria (2005)
- ...e se domani, regia di Giovanni La Parola (2005)
- Il pugile e la ballerina, regia di Francesco Suriano (2007)
- Lezioni di cioccolato, regia di Claudio Cupellini (2007)
- Questo piccolo grande amore, regia di Riccardo Donna (2009)
- Una vita tranquilla, regia di Claudio Cupellini (2010)
- L'amore è imperfetto, regia di Francesca Muci (2012)
- Il volto di un'altra, regia di Pappi Corsicato (2012)
- Studio illegale, regia di Umberto Riccioni Carteni (2013)
- Ci vediamo domani, regia di Andrea Zaccariello (2013)
- Stai lontana da me, regia di Alessio Maria Federici (2013)
- Escobar, regia di Andrea Di Stefano (2014)
- Last Summer, regia di Leonardo Guerra Seràgnoli (2014)
- L'attesa, regia di Piero Messina (2015)
- Io e lei, regia di Maria Sole Tognazzi (2015)
- Assolo, regia di Laura Morante (2016)
- Slam - Tutto per una ragazza, regia di Andrea Molaioli (2016)
- Fortunata, regia di Sergio Castellitto (2017)
- Dove cadono le ombre, regia di Valentina Pedicini (2017)
- Come un gatto in tangenziale, regia di Riccardo Milani (2017)
- La prima pietra, regia di Rolando Ravello (2018)
- Lo spietato, regia di Renato De Maria (2019)
- Non sono un assassino, regia di Andrea Zaccariello (2019)

## Riconoscimenti
- Nastro d'argento
  - 2017 - Miglior sonoro per Fortunata